# Beňatina
Beňatina – wieś (obec) na Słowacji położona w kraju koszyckim, w powiecie Sobrance. Pierwsze wzmianki o miejscowości pochodzą z roku 1333.
Według danych z dnia 31 grudnia 2012, wieś zamieszkiwały 204 osoby, w tym 94 kobiety i 110 mężczyzn.
W 2001 roku rozkład populacji względem narodowości i przynależności etnicznej wyglądał następująco:
- Słowacy – 87,45%
- Czesi – 0,74%
- Rusini – 10,33%
- Ukraińcy – 0,74%

Ze względu na wyznawaną religię struktura mieszkańców kształtowała się w 2001 roku następująco:
- Katolicy rzymscy – 3,69%
- Grekokatolicy – 44,65%
- Prawosławni – 51,66%